# Skarabæ (artefakt)
 For alternative betydninger, se Skarabæ. (Se også artikler, som begynder med Skarabæ)
Skarabæ er en egyptisk afbildning af torbisten, som var den skabende solgud Khepris hellige dyr. 

## Den egyptiske myte
Skarabæen er et symbol på liv og genfødelse og blev benyttet som amulet eller segl i det gamle Egypten for guden Khepri. Det er blandt de helligste og mest velkendte af alle egyptiske symboler. Skarabæer ser ud til at have kommet i brug i Egypten omkring 2000 f.kr., og skikken er derefter blevet spredt til andre lande omkring Middelhavet.
I egyptisk kultur blev solguden symboliseret af et skarabæhoved som skubbede solen foran sig over himmelhvælvingen. Skarabæen anses at åbne hjertet op, give mod, styrke livskraften og modvirke depressioner. Gennem at tage tid for sig selv og sætte sig selv i første række kan man give vilkårsløs kærlighed til sig selv, og kan dermed give vilkårsløs kærlighed til andre.